# Missing - Scomparso
Missing - Scomparso (Missing) è un film del 1982 diretto da Costa-Gavras e interpretato da Jack Lemmon, Sissy Spacek e John Shea.
Tratto dal libro The Execution of Charles Horman: an American Sacrifice, scritto nel 1978 da Thomas Hauser e pubblicato di nuovo nel 1982 con lo stesso titolo del film, narra la vicenda del giornalista statunitense Charles Horman, scomparso in Cile nel settembre 1973 durante il golpe guidato dal generale Augusto Pinochet.
Fu presentato in concorso al 35º Festival di Cannes aggiudicandosi la Palma d'oro come miglior film e ricevette quattro candidature ai Premi Oscar 1983, ottenendo quello per la migliore sceneggiatura non originale.
Nel 1998 è stato uno dei 400 titoli selezionati dall'American Film Institute per essere inclusi nella lista dei 100 migliori film statunitensi di sempre, non riuscendo però a entrare nella classifica finale.

## Trama
(Tagline riportata su alcune locandine del film.)
Charles Horman è un giornalista statunitense che vive con la moglie Beth in Cile, dove lavora come freelance. Mentre si trova insieme all'amica Terry Simon nella città balneare di Viña del Mar assiste ad un cruento colpo di Stato e, una volta tornato nella capitale, viene arrestato dai militari. Sconvolta dalla scomparsa del marito, Beth chiede aiuto all'ambasciata e al consolato degli Stati Uniti per ritrovarlo ma le autorità statunitensi le comunicano che Charles è scomparso perché probabilmente si è nascosto per sfuggire al pericolo di essere rapito dai ribelli comunisti.
Il padre di Charles, Ed Horman, uomo d'affari e membro del cristianesimo scientista, raggiunge Beth per avere notizie del figlio e rimane inizialmente convinto dalle spiegazioni fornite dal console statunitense Phil Putnam e dall'ufficiale di marina Ray Tower, ritenendo che il figlio sia sparito dopo aver compiuto l'ennesima ragazzata. Beth è invece convinta che il marito sia stato rapito e le sue convinzioni sono rafforzate dall'incontro con la giornalista Kate Newman e dal ritrovamento del cadavere di Frank Teruggi, amico e collega di Charles, che inducono Ed a cambiare idea. La giornalista inoltre li informa che nei giorni precedenti la sua scomparsa, Charles avrebbe incontrato l'ingegnere navale statunitense Andrew Babcock e il colonnello Sean Patrick, entrambi agenti dei servizi segreti degli Stati Uniti.
Consapevoli della pericolosa situazione in cui Charles si è invischiato, Ed e Beth iniziano a perdere la speranza di rivederlo vivo e, dopo un feroce diverbio all'ambasciata degli Stati Uniti, dove il padre si rifiuta di credere alla versione di Putnam e Tower secondo la quale suo figlio sarebbe ancora vivo ed in procinto di espatriare dal nord del paese, viene a conoscenza della verità: Charles è stato ucciso nella capitale nei sotterranei dell'Estadio Nacional de Chile il 19 settembre e successivamente seppellito tra le mura della struttura. Ed e Beth Horman lasciano il Paese e tornano negli Stati Uniti senza poter portare con sé i resti di Charles, ma promettono al console e alle altre autorità coinvolte che faranno tutto il possibile per farli processare e condannare dalla giustizia statunitense. In chiusura il film spiega che, solo dopo parecchi mesi, i resti di Charles poterono essere trasportati negli Stati Uniti.

## Produzione
Il libro di Thomas Hauser fu pubblicato nel 1978, quando i produttori Edward e Mildred Lewis stavano già pensando a un film sul caso di Charles Horman. Nel febbraio 1979 i due si assicurarono i diritti del libro ed incontrarono i genitori di Horman per saperne di più sulla vicenda, ottenendo la completa libertà di raccontare la storia come desideravano. Proposero quindi alla Warner Bros. di realizzare il film nell'estate del 1980, con un budget di 9,5 milioni di dollari e con il titolo provvisorio The Execution of Charles Horman, e inviarono una copia del libro al regista Costa-Gavras con la proposta di dirigere il film e scrivere la sceneggiatura insieme a Donald E. Stewart. Nel frattempo la Warner Bros. abbandonò il progetto che nel 1981 fu raccolto dalla MCA/Universal Studios. Il regista greco era alla ricerca di un soggetto sulla repressione politica che aveva segnato la società latinoamericana alla fine degli anni settanta e la proposta trovò subito il suo favore.

### Sceneggiatura
Durante la scrittura, Stewart e il regista non furono pienamente concordi riguardo alla rappresentazione degli obiettivi e delle motivazioni di Charles Horman. Costa-Gavras avrebbe preferito l'immagine di una vittima innocente che non rischiasse di alienare la simpatia del pubblico verso di lui, mentre lo sceneggiatore non lo vedeva come «l'innocente americano rapito per le strade» e intendeva dargli una personalità più forte e mostrare che «aveva l'ambizione di un ruolo attivo nelle cose che stavano succedendo in Cile».
Costa-Gavras non voleva che il pubblico percepisse il film come anti-americano e sostenne in seguito che il suo interesse principale era mostrare che quello che era successo in Cile «potrebbe accadere ovunque e, di fatto, sta accadendo oggi in molti Paesi». «Il film è contro i regimi autoritari e il loro sostegno da parte degli Stati Uniti», dichiarò il regista, «se gli americani conoscessero i fatti non accetterebbero tali relazioni. È sostenendo questi regimi che il governo degli Stati Uniti sta creando sentimenti anti-americani in tutto il mondo e sta spingendo le persone sotto quei regimi verso il comunismo».
Stewart mostrò riserve anche su altre scelte di Costa-Gavras, tra cui quella di inserire la scena in cui Ed Horman si reca a vedere il corpo del figlio a Santiago del Cile (cosa che nella realtà non era avvenuta), ciò nonostante si mostrò soddisfatto della potente forza emotiva del film e sentì che sollevava importanti questioni che il pubblico avrebbe dovuto prendere in considerazione.
Anche la Universal mostrò il suo apprezzamento per la sceneggiatura. «Pensai che fosse una storia da raccontare», dichiarò il presidente Ned Tanen dopo l'uscita del film sul periodico New York, «sono felicissimo che ce l'abbiamo fatta, e penso che sia un film fantastico [...] La mia unica preoccupazione per il film non ha nulla a che fare con le sue sfumature politiche, solo che l'emozione arrivi. E dal mio punto di vista, certamente lo fa».

### Cast
Missing fu la prima produzione hollywoodiana di Costa-Gavras ed il budget messo a disposizione dalla Universal gli consentì di coinvolgere due attori di rilievo come Jack Lemmon e Sissy Spacek.
Jack Lemmon accettò la parte di Ed Horman mentre stava ancora lavorando sul set di Buddy Buddy, le cui riprese avevano subito un ritardo a causa di un incidente occorso al co-protagonista Walter Matthau. «Mostrai a Lemmon la sceneggiatura e gli piacque immediatamente», ha dichiarato in seguito il regista, «sapevo che Jack avrebbe potuto recitare quella parte. Per me è molto, molto americano, come Horman. Era un uomo d'affari della classe media e aveva votato per Nixon».
Durante il 35º Festival di Cannes, l'attore parlò dell'impatto che il ruolo aveva avuto su di lui: «Io scelgo i personaggi perché funzionano, non perché condivida necessariamente le idee di cui sono portatori. Ma venire a conoscere questa storia, recitarne il protagonista, mi ha fatto diventare più cosciente: prima, se le autorità dicevano che gli Stati Uniti non c'entravano nulla con il golpe cileno ci credevo, adesso sono meno ingenuo».
In seguito anche Sissy Spacek ha affermato che il ruolo di Joyce Horman l'ha cambiata profondamente: «Mi ha dato una coscienza politica. Ho capito che dobbiamo renderci conto di ciò che succede nel nostro Paese, dobbiamo guardare al nostro passato, anche per evitare che fatti del genere si ripetano». «Quando Costa-Gavras mi chiamò io non sapevo nulla del Cile, nulla di politica», ha affermato l'attrice, «non sapevo nulla neppure di Costa-Gavras [...] Prima di incominciare a girare lessi dei libri e vidi dei film sul Cile, pur se sapevo che la protagonista del film non doveva sapere molto delle vicende che avevano sconvolto quel Paese... Il governo americano aveva la sua ragione per fare quello che ha fatto, ma quando vengono violati in maniera così brutale dei diritti umani, c'è qualcosa che non va, che non si può accettare. Sono d'accordo con Costa-Gavras e Jack Lemmon quando dicono che bisogna scoprire la verità, in ogni caso».

### Riprese
Il film fu girato a partire dal 13 aprile 1981 a Città del Messico, tranne le sequenze relative alla città di Viña del Mar che furono in realtà girate ad Acapulco. La Universal non distribuì materiale pubblicitario né comunicati stampa e alcune fonti di Hollywood rivelarono che gli studios stavano evitando l'esposizione del controverso contenuto del film. Oltre che negli studi cinematografici di Churubusco, le riprese furono effettuate in location quali Plaza de San Fernando (dove Terry Simon viene arrestata dalla polizia) e il Gran Hotel Ciudad de Mexico (l'Hotel Cabrera nel film). Le scene ambientate nell'ambasciata americana furono girate al 308 di Calle Calderon de la Barca, nella zona residenziale di Polanco, mentre quelle ambientate nello stadio Nazionale del Cile furono girate nello stadio Azul.
La fine delle riprese fu programmata per la seconda settimana di giugno e Costa-Gavras pianificò la post-produzione in Francia.

## Colonna sonora
La colonna sonora realizzata dal compositore greco Vangelis non è mai stata distribuita ufficialmente, anche se una versione "non ufficiale" è uscita nel 2012 in Argentina, in edizione limitata di 1000 copie, per l'etichetta Cimmerian Records. Il tema principale è stato pubblicato nel luglio 1982 dalla Polydor su 45 giri, in una versione eseguita dal gruppo The Shadows, mentre la versione originale è stata inclusa nella raccolta di Vangelis Themes del 1989. Una versione con il testo scritto da Tim Rice è stata inoltre pubblicata da Elaine Paige nell'album Cinema del 1984 e da Nana Mouskouri in Why Worry del 1986.

## Distribuzione
Negli Stati Uniti il film uscì il 2 febbraio 1982 in un numero limitato di sale e ricevette una più ampia distribuzione a partire dal successivo 12 marzo. Il 19 maggio dello stesso anno fu presentato in concorso al Festival di Cannes.
Il 18 marzo 1982, il settimanale LA Weekly riportò che l'attore David Clennon (che interpreta il ruolo del console americano Phil Putnam), aveva fatto delle apparizioni fuori dal Cinema Center di Westwood e dall'Hollywood Pacific Theatre consegnando agli spettatori dei volantini in cui si sosteneva che il colpo di Stato sostenuto dalla CIA in Cile si stava ripetendo ad El Salvador, con le forze armate e le finanze statunitensi a sostegno di un rovesciamento violento del governo: nei volantini si chiedeva agli spettatori di scrivere ai loro rappresentanti al Congresso per protestare contro il coinvolgimento degli Stati Uniti e a sostenere il Comitato di solidarietà con il popolo di El Salvador.

### Data di uscita
- 12 febbraio 1982 negli Stati Uniti (Missing)
- 26 maggio in Francia (Missing - Porté disparu)
- 27 maggio in Belgio (Missing) e Paesi Bassi (Missing)
- 28 maggio in Svezia (Försvunnen) e Danimarca (Savnet)
- 4 giugno in Finlandia (Kateissa)
- 9 luglio in Australia (Missing)
- 22 luglio in Colombia (Desaparecido)
- 23 luglio nel Regno Unito (Missing)
- 25 luglio in Irlanda (Missing)
- 13 agosto in Germania Ovest (Vermisst)
- 21 agosto in Norvegia (Savnet)

- 27 agosto in Portogallo (Missing - Desaparecido)
- 9 settembre in Italia (Missing - Scomparso)
- 27 settembre in Spagna (Desaparecido)
- 30 ottobre in Giappone (ミッシング)
- 25 novembre in Argentina (Desaparecido)
- 1º dicembre in Messico (Desaparecido)
- 9 settembre 1983 in Germania Est (Vermißt)
- 22 settembre in Ungheria (Eltűntnek nyilvánítva)
- 15 ottobre 1984 in Polonia (Zaginiony)
- 25 dicembre in Uruguay (Desaparecido)

### Divieti
Negli Stati Uniti la MPAA impose al film il rating "R", ovvero il divieto ai minori di 17 anni non accompagnati da un adulto. La Universal ricorse in appello e dopo un'audizione pubblica, tenutasi a New York il 14 gennaio 1982, il film fu distribuito come "PG-rated" (visione da parte dei bambini consigliata con la presenza dei genitori).

### Edizione italiana

#### Doppiaggio
Il doppiaggio originale fu eseguito dalla Cooperativa Doppiatori presso la International Recording, sotto la direzione di Renato Izzo e su dialoghi di Alberto Piferi e Letizia Miller. Nel 2005, in occasione dell'uscita in Italia dell'edizione in DVD, è stato effettuato un nuovo doppiaggio dalla SEFIT-CDC: tra i personaggi principali, solo quello di Beth Horman ha mantenuto la voce di Emanuela Rossi in entrambe le edizioni.

### Edizioni home video
Il film è stato distribuito in VHS nel 1982 dalla CIC Video e in DVD nel novembre 2004 dalla Universal Studios. Il 21 ottobre 2008 è stato nuovamente distribuito in DVD dalla Criterion Collection, in un'edizione speciale con interviste a Costa-Gavras, Joyce Horman, Edward e Mildred Lewis, Thomas Hauser e Peter Kornbluh, autore del libro The Pinochet File.

## Accoglienza
Durante la settimana precedente la sua uscita un certo numero di funzionari di Washington assistettero a proiezioni riservate di Missing, dando vita a vivaci discussioni, e le tesi affrontate nel film vennero discusse nelle audizioni della Commissione per gli affari esteri del Senato degli Stati Uniti. Il segretario di Stato, Alexander Haig, fu costretto ad emettere una smentita ufficiale della complicità americana nel colpo di Stato in Cile e anche il Dipartimento di Stato prese posizione, rilasciando una dichiarazione ufficiale in cui faceva notare come il governo degli Stati Uniti avesse fatto uno sforzo sostanziale per indagare sulla scomparsa di Charles Horman ed aiutare la sua famiglia: nel documento si faceva osservare che, nonostante questi sforzi, non era stato possibile far luce sulle ragioni della scomparsa e che il colpevole non era mai stato scoperto.

### Incassi
Negli Stati Uniti il film incassò tra i 14 e i 16 milioni di dollari.

### Critica
Il sito Rotten Tomatoes riporta il 94% di recensioni professionali con giudizio positivo e il seguente consenso critico: «Grazie in gran parte alle notevoli performance di Sissy Spacek e Jack Lemmon, Missing è sia un'esplorazione avvincente dei personaggi che un efficace thriller politico». Il sito Metacritic assegna al film un punteggio di 78 su 100 basato su 10 recensioni, indicando un "consenso unanime".
All'uscita del film, parte della critica accusò Costa-Gavras di aver usato le prove in modo tendenzioso per produrre le conclusioni che desiderava. Flora Lewis affermò sul New York Times che il regista non avrebbe dovuto promuovere il film come la descrizione reale della storia ma solo come il punto di vista di Ed Horman, sollevando «gravi questioni etiche, morali e politiche, oltre che artistiche». La giornalista lo accusò di aver lavorato a stretto contatto con la famiglia Horman ma di non aver fatto alcuno sforzo per parlare con i funzionari governativi o consultare i registri del Senate Intelligence Committee, che a metà degli anni settanta aveva pubblicato un rapporto intitolato "Covert Action in Chile: 1963-1973". Il regista rispose di non essere entrato nei dettagli della storia e di non aver presentato prove contraddittorie perché un film «non è un tribunale», ma la sua difesa non convinse la Lewis, secondo la quale un regista dovrebbe distinguere tra «fatto e verosimiglianza, prova e sospetto».
Altri commentatori si unirono alle sue critiche, tra cui Jeffrey Hart del Los Angeles Herald Examiner, secondo il quale non esistevano prove concrete del fatto che una parte della storia fosse vera e denunciò come "spazzatura" l'affermazione di Costa-Gavras secondo cui la licenza artistica gli conferiva il diritto di presentare qualunque interpretazione desiderasse. Il critico Vincent Canby scrisse nella sua recensione che Costa-Gavras sapeva «meglio di chiunque altro che ogni film è finzione [...] Fingere che Missing sia la "verità" è un inganno inutile e di scarso valore», mentre l'editorialista e politico Pat Buchanan lo accusò di aver raccontato una storia non supportata dai fatti scoperti nelle indagini del Senato e concluse che «se volete sapere cos'è realmente successo durante il colpo di Stato in Cile, non guardate Missing».
Anche il critico Roger Ebert espresse un giudizio non del tutto positivo: «Se Missing fosse iniziato con la scomparsa del giovane uomo e avesse seguito Spacek e Lemmon in una narrazione semplice della sua ricerca, il film avrebbe potuto generare una tensione e una rabbia travolgenti. Ma il film non sviluppa mai il potere che avrebbe dovuto avere perché il regista [...] o non ha fiducia nella forza della sua storia o ha troppa fiducia nel proprio virtuosismo stilistico. Ha raggiunto l'infelice impresa di mettere in scena il suo film, perdendolo in una selva di trovate visive e di montaggio». La rivista Variety sottolineò soprattutto la prova dei due protagonisti: «Lemmon è migliore nei panni di un uomo che affronta questioni che non ha mai voluto affrontare personalmente. Nervosa e aggressiva per la maggior parte del tempo, la Spacek è più limitata ma è assolutamente credibile».
Dopo la proiezione al 35º Festival di Cannes, Piero Perona scrisse sul quotidiano La Stampa che Costa-Gavras «scrive con Donald Stewart una sceneggiatura esemplare, di quelle che consentono l'invenzione cinematografica pura senza mai perdere di vista le esigenze del racconto e dello spettacolo».

## La causa dell'ambasciatore Nathaniel Davis
Nel gennaio 1983, quando il film era in lizza per le candidature agli Oscar, venne programmata una nuova distribuzione nei cinema di Los Angeles e New York. Nello stesso periodo l'ex ambasciatore statunitense in Cile, Nathaniel Davis (su cui è basato il personaggio interpretato da Richard Venture), avviò insieme ad altri due diplomatici americani una causa da 150 milioni di dollari contro Costa-Gavras, Thomas Hauser, l'editore del libro, e la Universal Pictures per la loro rappresentazione diffamatoria del governo degli Stati Uniti. Davis ritenne che il film fosse «corrosivo di ogni fiducia nel nostro governo all'estero» e che lui stesso fosse stato ritratto come un soggetto insensibile che dimostrava più interesse nel prendersi cura degli interessi commerciali statunitensi in Cile rispetto alla protezione dei cittadini americani che lì vivevano: «La sostanza del film è essenzialmente che siamo stati complici nel chiedere ai cileni di uccidere Charles Horman». L'ambasciatore decise di non includere la famiglia Horman nella causa in quanto ritenne che "qualunque sia il dolore che mi hanno provocato, hanno sofferto di più".
Due settimane dopo la Universal rigettò pubblicamente le accuse su The Hollywood Reporter, affermando che il primo emendamento della Costituzione degli Stati Uniti garantiva la libertà di «riesaminare, investigare, riferire e commentare questioni pubbliche che incidessero sul benessere e sulla sicurezza del popolo americano». L'8 febbraio 1984 le accuse di diffamazione nei confronti di Hauser e del suo editore furono respinte da un giudice federale, il quale decretò che il contenuto del libro non era in alcun modo responsabile della sua rappresentazione sullo schermo.
Nel 1987 anche la causa contro Costa-Gavras e la Universal fu respinta in quanto il film fu considerato «privo di qualsiasi evidenza di dolo». Nathaniel Davis accolse la decisione dichiarando: «Il messaggio per i funzionari pubblici appare evidente: non fate causa, neanche se credete di essere stati accusati di omicidio, accusati senza alcun tipo di prova».

## Riconoscimenti
(Joyce Horman durante il Festival di Cannes)
| - 1983 – Premio Oscar Migliore sceneggiatura non originale a Costa-Gavras e Donald E. Stewart Candidatura per il miglior film a Edward e Mildred Lewis Candidatura per il miglior attore protagonista a Jack Lemmon Candidatura per la miglior attrice protagonista a Sissy Spacek - 1983 – Golden Globe Candidatura per il miglior film drammatico Candidatura per il miglior regista a Costa-Gavras Candidatura per il miglior attore in un film drammatico a Jack Lemmon Candidatura per la migliore attrice in un film drammatico a Sissy Spacek Candidatura per la migliore sceneggiatura a Costa-Gavras e Donald E. Stewart - 1983 – British Academy Film Awards Migliore sceneggiatura a Costa-Gavras e Donald E. Stewart Miglior montaggio a Françoise Bonnot Candidatura per il miglior film a Edward e Mildred Lewis Candidatura per il miglior regista a Costa-Gavras Candidatura per il miglior attore protagonista a Jack Lemmon Candidatura per la migliore attrice protagonista a Sissy Spacek Candidatura per la migliore colonna sonora a Vangelis | - 1982 – Festival di Cannes Palma d'oro (ex aequo con Yol di Şerif Gören e Yilmaz Güney) Premio per la miglior interpretazione maschile a Jack Lemmon - 1982 – National Board of Review Awards Top Ten Films - 1982 – New York Film Critics Circle Awards Candidatura per il miglior film Candidatura per la miglior sceneggiatura a Costa-Gavras e Donald E. Stewart - 1983 – London Critics Circle Film Awards Film dell'anno Regista dell'anno a Costa-Gavras Sceneggiatura dell'anno a Costa-Gavras e Donald E. Stewart - 1983 – David di Donatello Candidatura per il miglior attore straniero a Jack Lemmon Candidatura per la migliore attrice straniera a Sissy Spacek - 1983 – Nastro d'argento Candidatura per il regista del miglior film straniero a Costa-Gavras - 1983 – Writers Guild of America Award Miglior adattamento drammatico a Costa-Gavras e Donald E. Stewart |